# Conca de Dalt
 Pallars Jussá o Conca de Dalt (en catalán y oficialmente Conca de Dalt) es un municipio español de la provincia de Lérida, situado en el centro de la comarca del Pallars Jussá. Hasta 1995 se llamó Pallars Jussá, nombre que inducía a confusión con el de la comarca. Está formado por la fusión de cuatro antiguos municipios: Aramunt, Claverol, Ortoneda y Serradell. Incluye doce pueblos, uno de ellos Sossís, constituido en entidad municipal descentralizada. El pueblo que hace de capital del municipio es El Pont de Claverol

## Entidades de población
| Entidades de población | Habitantes (2005) |
| ---------------------- | ----------------- |
| Aramunt                | 103               |
| Claverol               | 26                |
| Erinyà                 | 29                |
| Hortoneda              | 45                |
| Pessonada              | 50                |
| El Pont de Claverol    | 11                |
| Rivert                 | 37                |
| Sant Martí de Canals   | 51                |
| Serradell              | 16                |
| Sossís                 | 32                |
| Toralla                | 23                |
| Torallola              | 16                |

## Economía
Agricultura de secano, ganadería y turismo rural.

## Historia
Hasta 1969 no existe una historia común del término de Pallars Jussá, de forma que prácticamente todos los elementos de historia están explicados en el artículo correspondiente a cada antiguo municipio.
Por lo que atañe a la historia contemporánea, debe destacarse que este término municipal se estaba despoblando gradualmente, pero se llega al punto más bajo en el año 2000, momento en que se inicia una ligera recuperación que todavía se está viviendo a día de hoy. Se puede constatar este hecho consultando el cuadro demográfico anexo.

## Lugares de interés
Aramunt
- Iglesia de San Antonio
- Iglesia de San Fructuoso
- Ermita de San Cornelio
- Ermita de Santa María

Claverol
- Iglesia de San Alejo (Aleix)
- Ermita de la Virgen de la Serreta

Hortoneda
- Iglesia de Santa María, de estilo románico
- Ermita de San Cristóbal

Pessonada
- Ermita de la Virgen de la Plana

San Martín de Canals
- Iglesia de San Martín

Vilanoveta
- Iglesia de San Martín
- Iglesia de San Pedro

## Geografía humana

### Demografía
Cuenta con una población de 434 habitantes (INE 2024).
| Gráfica de evolución demográfica de Conca de Dalt entre 1970 y 2021 |
| |
| Población de derecho según los censos de población del INE Población de hecho según los censos de población del INEEn estos censos se denominaba Pallars Jussá: 1970, 1981 y 1991 Entre el censo de 1970 y el anterior, aparece este municipio porque se fusionan los municipios 25506 (Aramunt), 25532 (Claverol), 25561 (Ortoneda) y 25576 (Serradell) |

| 1497 | 1515 | 1553 | 1717 | 1787  | 1857  | 1877  | 1887  | 1900  |
| ---- | ---- | ---- | ---- | ----- | ----- | ----- | ----- | ----- |
| 81   | 49   | 110  | 883  | 1.304 | 3.116 | 2.710 | 2.833 | 2.014 |

| 1910  | 1920  | 1930  | 1940  | 1950  | 1960  | 1970 | 1981 | 1990 |
| ----- | ----- | ----- | ----- | ----- | ----- | ---- | ---- | ---- |
| 2.141 | 2.080 | 1.789 | 1.502 | 1.289 | 1.160 | 845  | 498  | 487  |

| 1992 | 1994 | 1996 | 1998 | 2000 | 2002 | 2004 | 2006 | — |
| ---- | ---- | ---- | ---- | ---- | ---- | ---- | ---- | - |
| 469  | 470  | 437  | 421  | 419  | 425  | 437  | 428  | — |

Las fechas anteriores al 1969 son la suma de los antiguos municipios: Aramunt, Claverol (con Sant Martí de Canals y Sossís), Hortoneda (con Herba-savina, Hortoneda, Mas de Vilanova y Pessonada) y Toralla y Serradell (con Erinyà, Rivert, Serradell, Toralla y Torallola).

### Economía
Las fuentes de la economía del municipio son: el turismo, la ganadería (ovino, porcino y bovino) y la agricultura (cereales, almendras y aceitunas). Los últimos años, con la mejora de las comunicaciones, ha crecido de manera significativa el turismo rural, que convive y se desarrolla con los sectores tradicionales. 